# Sem Chouikha
Sem Chouikha (Amsterdam, 4 september 1980) is een Nederlands radio-dj.
Chouikha presenteert DagNacht op NPO Radio 2. Daarvoor was hij te horen op zenders als Dolfijn FM en WILD FM.

## Werk
In 2003 was Sem presentator en zenderstem van de commerciële R&B zender Reflex FM. In 2004 werkte hij bij Wild FM als radiopresentator en nam in 2005 afscheid om vervolgens op Dolfijn FM het dagelijkse programma Semmertime te presenteren tot 2006. 
Terug in Nederland richtte Sem zich op het inspreken van films en  radio- en televisiecommercials en ontwikkelde hij zich tot regisseur. Sinds september 2019 is hij de zenderstem van Net5. 
Sinds januari 2025 is hij weer actief als radio-dj voor omroep PowNed op NPO Radio 2. Hij presenteert daar afgewisseld met Gijs Hakkert en Thomas Hekker het programma DagNacht.

## Stemmenwerk
| Jaartal | Tot   | Merk               |
| ------- | ----- | ------------------ |
| 2008    | 2009  | Dirk van den Broek |
| 2010    | 2011  | Gouden Gids        |
| 2013    | 2019  | Bamigo             |
| 2014    | 2018  | Rabobank           |
| 2019    | heden | Net5               |
| 2019    | heden | DS                 |

## Films
| Jaartal | Titel                      | Rol            | Functie             |
| ------- | -------------------------- | -------------- | ------------------- |
| 2006    | Spider's Web: A Pig's Tale | Diverse rollen | Stemacteur          |
| 2014    | Period Peace               |                | Regisseur           |
| 2016    | Ongeneeslijk Verliefd      | Emanuel Bolf   | Acteur en Regisseur |
| 2019    | De Toekomst is fantastisch | Bowi           | Stemacteur          |